# Telipogon hartwegii
Telipogon hartwegii är en orkidéart som beskrevs av Heinrich Gustav Reichenbach. Telipogon hartwegii ingår i släktet Telipogon och familjen orkidéer.
Artens utbredningsområde är Ecuador. Inga underarter finns listade i Catalogue of Life.